# 52 Arietis
52 Arietis, som är stjärnans Flamsteed-beteckning, är en trippelstjärna belägen i den mellersta delen av stjärnbilden Väduren. Den har en kombinerad skenbar magnitud på ca 5,46 och är synlig för blotta ögat där ljusföroreningar ej förekommer. Baserat på parallaxmätning inom Hipparcosuppdraget på ca 6,1 mas, beräknas den befinna sig på ett avstånd på ca 540 ljusår (ca 170 parsek) från solen. Den rör sig bort från solen med en heliocentrisk radialhastighet av ca 9 km/s.

## Egenskaper
Primärstjärnan 52 Arietis A är en blå till vit stjärna i huvudserien av spektralklass B7 V. Den har en massa som är ca 5 solmassor, en radie som är ca 3,3 solradier och utsänder ca 452 gånger mera energi än solen från dess fotosfär vid en effektiv temperatur av ca 12 900 K.
Det inre paret i konstellationen består av två nästan identiska stjärnor i huvudserien av spektraltyp B, var och en med ungefär fem gånger solens massa. De kretsar kring varandra med en omloppsperiod av 227 år i en bana med en excentricitet på 0,73 och en halv storaxel på 0,47 bågsekunder. Den yttre följeslagaren är en mindre stjärna med en massa av 88 procent av solens massa och är enbart en stjärna med gemensam egenrörelse.